# Leopold Johann von Österreich

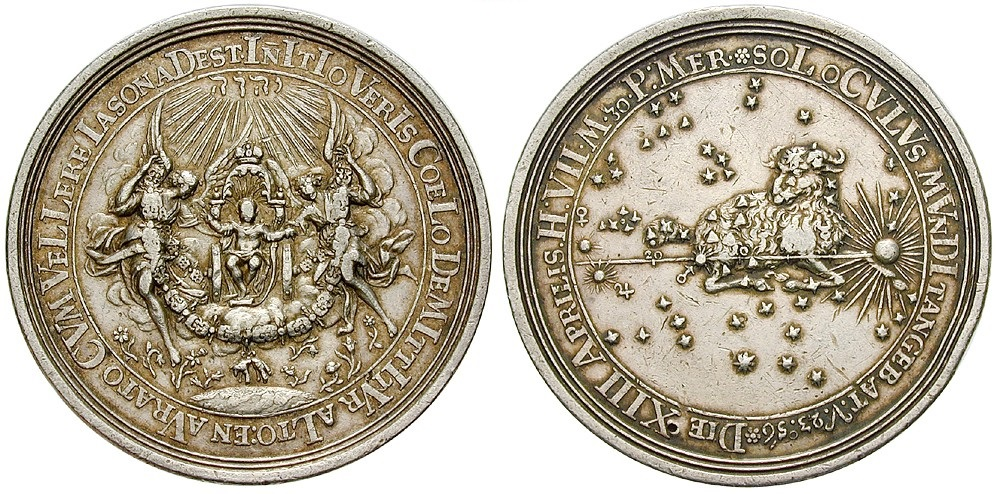
Medaille zur Erinnerung an die Geburt von Leopold Johann

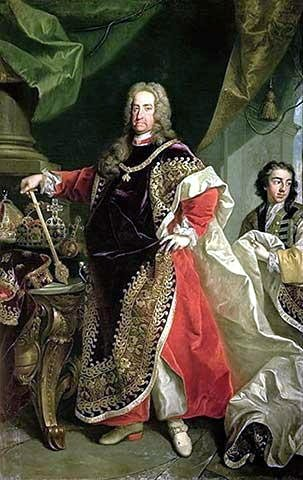
Kaiser Karl VI., der Vater von Leopold Johann

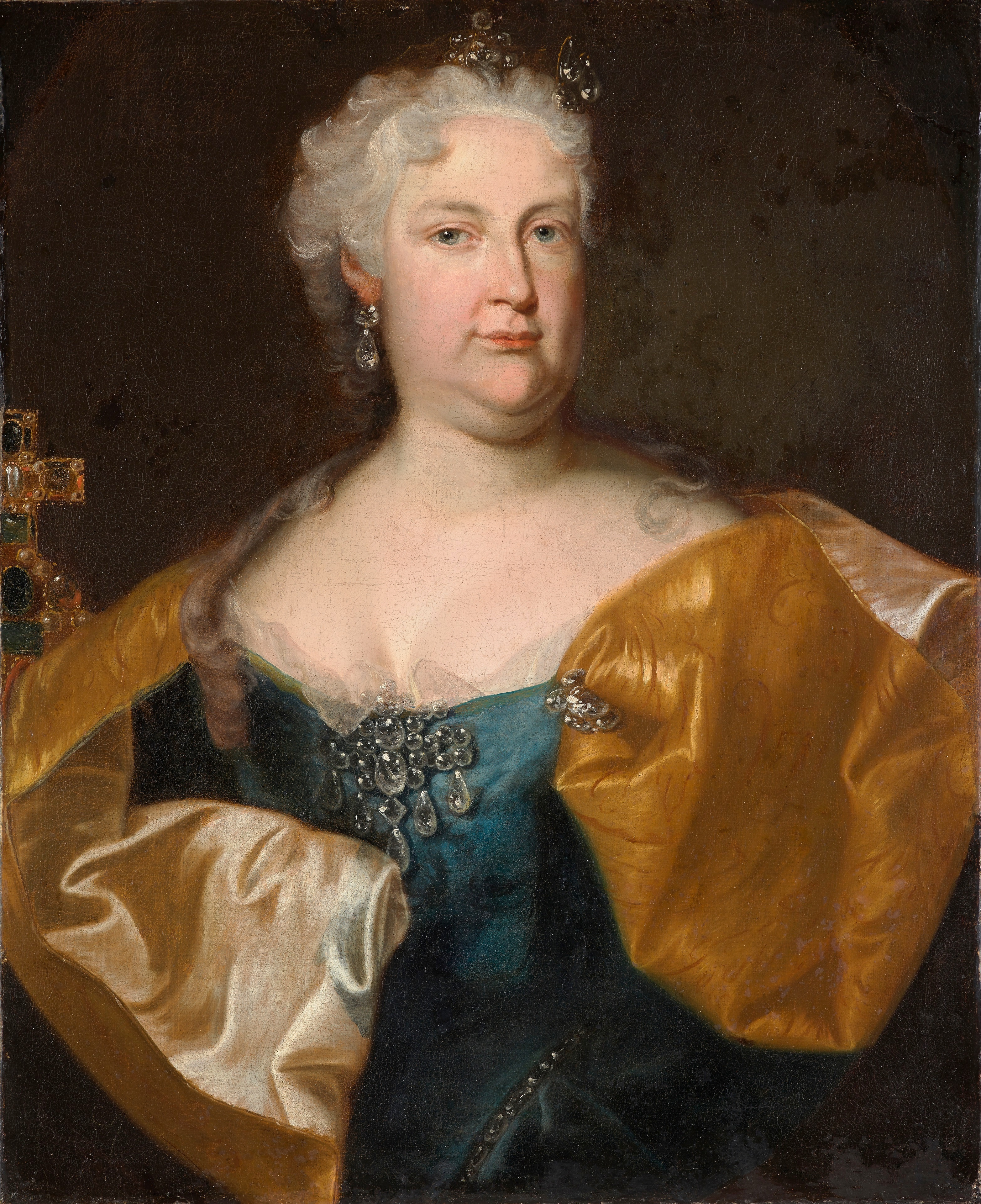
Kaiserin Elisabeth Christine, die Mutter von Leopold Johann

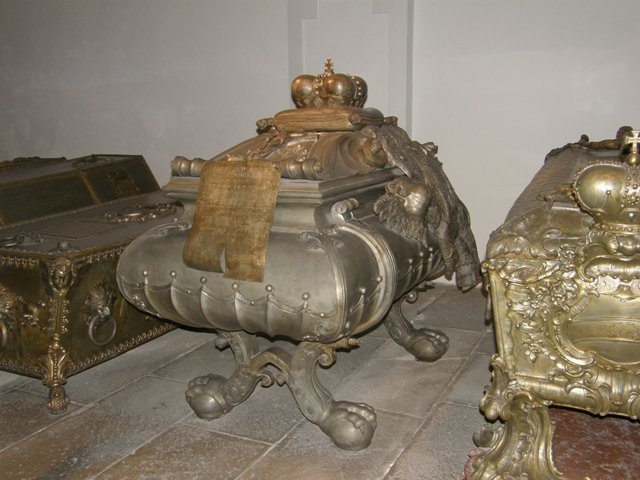
Sarkophag von Leopold Johann in der Wiener Kapuzinergruft

Leopold Johann von Österreich (* 13. April 1716 in  Wien; † 4. November 1716 ebenda) war ein Erzherzog von Österreich. Leopold Johann war der Letztgeborene männliche Nachkomme aus dem Haus Habsburg. Mit seinem Tod und dem Tod seines Vaters, des römisch-deutschen Kaisers Karl VI. (1685–1740), erlosch der habsburgische Mannesstamm vollständig.

## Leben

### Familie
Leopold Johann war der einzige Sohn und das älteste Kind von Kaiser Karl VI. und dessen Gemahlin Kaiserin Elisabeth Christine von Braunschweig-Wolfenbüttel (1691–1750). Beide heirateten im April 1708 mittels Ferntrauung in der bei Wien gelegenen Pfarrkirche Maria Hietzing, wobei Karl durch seinen Bruder Joseph I. vertreten wurde. Die Ehe konnte erst geschlossen werden, nachdem Elisabeth Christine ein Jahr zuvor das Bekenntnis zur Römisch-Katholischen Kirche abgelegt hatte. Karl regierte seit 1711 als römisch-deutscher Kaiser. Leopold Johanns Großvater väterlicherseits war Kaiser Leopold I. und mütterlicherseits der Herzog Ludwig Rudolf von Braunschweig-Wolfenbüttel.
Leopold Johann war der ältere Bruder der drei Schwestern und Erzherzoginnen Maria Theresia (1717–1780), Maria Anna (1718–1744) und Maria Amalia (1724–1730). Maria Theresia trat 1740, nach dem Tod ihres Vaters Karl VI. und gemäß den Bestimmungen der von ihm erlassenen Pragmatischen Sanktion, die Erbfolge in Österreich an. Mit ihrer Heirat mit dem später zum römisch-deutschen Kaiser gekrönten Franz Stephan von Lothringen (1708–1765) begründeten sie und ihre Nachkommen das bis heute bestehende Haus Habsburg-Lothringen. Das gelang allerdings erst nach langwierigen diplomatischen aber vor allem militärischen Auseinandersetzungen während des Österreichischen Erbfolgekrieges und dem Verlust des Herzogtums Schlesien an Preußen und seinen König Friedrich II.

### Geburt und Taufe
Karl und Elisabeth Christine waren bereits sieben Jahre verheiratet, als bei Elisabeth Christine erstmals eine Schwangerschaft festgestellt wurde. Zuvor musste sie zahlreiche Hilfsmittel über sich ergehen lassen, damit der Kinderwunsch in Erfüllung ging. Sie unternahm unter anderem Wallfahrten nach Mariazell, Kuren in Karlsbad, eine Weinkur und konsultierte Hellseher und Astrologen. Das eheliche Schlafzimmer wurde an den Wänden und Decken mit stimulierenden erotischen Szenen bemalt.
Die Geburt von Leopold Johann am 13. April 1716 um 19:30 Uhr wurde mit großem Prunk des spanischen Hofzeremoniells gefeiert. Zum Zeitpunkt der Geburt führte Österreich, zusammen mit der Republik Venedig, Krieg gegen die Türken. Als zukünftiger Thronfolger des Herrscherhauses Habsburg erhielt er mit der Geburt den Orden vom Goldenen Vlies, da sein Vater selbst Großmeister des Ordens in Österreich war. Die Taufe am 14. April 1716 im Rittersaal der Wiener Hofburg erfolgte mit Jordanwasser aus dem Heiligen Land. Seine Namen Leopold Johann Anton Joseph Franz de Paula Hermengild Rudolph Ignatius Balthasar weisen auf die habsburgische Familientradition und die Heiligenverehrung der damaligen Zeit hin. Die Taufe wurde vom päpstlichen Nuntius zusammen mit dem Dompropst von Sankt Stephan und dem Schottenabt durchgeführt. Anwesend waren außerdem der Erzbischof von Prag, Franz Ferdinand von Kuenburg, und der Erzbischof von Valencia sowie acht weitere Bischöfe und neun Äbte. Taufpate war König Johann V. von Portugal, der mit Maria Anna von Österreich, einer Tante von Leopold Johann, verheiratet war. Johann ließ sich dabei von dem kaiserlichen Feldmarschall und Prinzen Maximilian Wilhelm von Braunschweig und Lüneburg vertreten.
Anlässlich der Geburt wurde von Karl eine wertvolle Medaille in Auftrag gegeben. Die Übersetzung der lateinischen Umschrift lautet:

„Am Frühlingsanfang wir sie vom hohen Himmel herabgesandt. Iason mit dem Goldenen Vlies ist anwesend / Die Sonne, das Auge der Welt, erreichte eine Höhe von 23° 56' am 13.April um 7.30 Uhr abends.“

Auch von Elisabeth Christine wurde eine Medaille angefertigt, die Georg Wilhelm Vestner schuf. Der bedeutende österreichische Barockkomponist Johann Josef Fux schrieb zur Feier der Geburt die Oper Angelica vincitrice di Alcina, die am 14. September 1716 erstmals aufgeführt wurde. Die Ausstattung übernahm der Bühnenarchitekt Giuseppe Galli da Bibiena, der die Bühne auf zwei Inseln in einem Teich im Park der Favorita aufgestellt hatte. Anwesend bei der Uraufführung waren neben dem Kaiserpaar der Hofstaat und zahlreiche Botschafter. Auch Georg Philipp Telemann komponierte zur Geburt von Leopold Johann eine Huldigungsmusik, die in Frankfurt am Main 1716 erstmals aufgeführt wurde.
Im Juni 1716 inszenierte Reinhard Keiser anlässlich der Geburt des Thronfolgers das musikalische Lust- und Tanzspiel Das Römische April-Fest. Das Libretto dazu schrieb Barthold Feind. Außerdem erschienen zahlreiche Druckwerke auf dem gesamten Gebiet des Heiligen Römischen Reiches mit Huldigungen für den Erzherzog.

### Tod und Bestattung
Der kränkliche Leopold Johann starb am 4. November 1716 in Wien nach nur sieben Monaten. Die Hoffnung, dass der Junge gesund bliebe, da zwischen seiner Mutter Elisabeth Christine und den Habsburgern keine engere Verwandtschaft bestand, was nach der Heiratspolitik des Hauses Habsburg nicht selbstverständlich war (Ahnenverlust), erfüllte sich nicht. Kaiser Karl VI. war tief betroffen, was das Fehlen von Einträgen in seinen Tagebüchern vom Tod des Sohnes bis zum Ende des Jahres 1716 zeigt.
Bei der Bestattung richtete man sich nach dem Zeremoniell aus dem Jahre 1668 zur Beerdigung des Erzherzogs  Ferdinand Wenzel (1667–1668), dem erstgeborenen Sohn von Kaiser Leopold I. Am Vormittag des 5. November 1716 wurde der Leichnam im Beisein des Obersthofmeisters Anton Florian von Liechtenstein, der Hofdame Sabine Christina Gräfin von Starhemberg, dreier kaiserlicher Leibärzte und des Leibchirurgen Heinrich Cöster zur Konservierung geöffnet. Dabei wurden die inneren Organe und das Herz entnommen und die Leiche einbalsamiert. Anschließend wurde der Leichnam des Kindes in der Antecamera, dem Tugendsaal der Wiener Hofburg, auf ein Paradebett gelegt und vom Hof- und Burgpfarrer eingesegnet. Er trug eine Blumenkrone und um den Hals die kleine Ordenskette vom Goldenen Vlies. Auf einem silbernen Kissen lagen die große Vlieskette und der Erzherzogshut.
Die silberne Urne mit dem entnommenen Herz und die kupferne Urne mit den Eingeweiden wurden am gleichen Tag in den Wiener Stephansdom verbracht und in der Herzogsgruft abgestellt. Abends 23:00 Uhr wurde der Leichnam erneut eingesegnet und mit großem Gefolge zur Wiener Kapuzinerkirche geleitet. Zum letzten Mal wurde der Sarg eingesegnet und in Gegenwart des Obersthofmeisters und des Oberstkämmerers geöffnet um den Leichnam vorzuweisen. Sechs Kapuzinerpatres brachten den Sarg dann in die Kaisergruft.
Der heutige Sarkophag von Leopold Johann in der Kaisergruft wurde erst 1740 nach den Anweisungen von Karl VI. als Übersarg für den ursprünglichen Sarg angefertigt. Er soll an antike Vorbilder erinnern. Über dem ornamentierten Deckel liegt ein in Falten geworfener Hermelinmantel und darauf, auf einem Kissen, ein Erzherzogshut. Der Sarg wurde aus Zinn hergestellt. Die Längsseiten zieren Engelsköpfe mit ausgebreiteten Flügeln, der Sarg selbst ruht auf vier Bärentatzen. Vermutlich wurde er von dem Salzburger Zinngießer Hans Georg Lehrl geschaffen. Am Fußteil unter einem Kruzifix befindet sich eine aufgerollte Tafel. Die in Latein verfasste Inschrift lautet in der Übersetzung:

„Der christlichen Nachwelt gewidmet. Hier ruht in der Asche Leopold, der Sohn des erhabenen Kaisers Karl VI. und Enkel des großen Leopold, Erzherzog von Österreich und Prinz von Asturien, den der Himmel der Welt nur gezeigt, den 13. April 1716, und zur unsäglichen Betrübnis schon wieder zurück genommen hat am 4. November im nämlichen Jahr. Ach! der Schmerz des Kaisers ist leichter zu erraten, als mit Worten zu schildern.“

Der hier genannte Titel Prinz von Asturien war ein Anspruchstitel, da Österreich mit der Beendigung des Spanischen Erbfolgekrieges und nach den Bestimmungen des Friedens von Rastatt den spanischen Thron verlor, den Anspruch auf ihn aber nie aufgab. Das Kaiserpaar stiftete nach dem Tod des Sohnes, als Zeichen seiner Frömmigkeit, der Gottesmutter von Mariazell am Gnadenort ein Jesuskind in Silber, das dem Gewicht des verstorbenen Kindes entsprach.

## Ahnentafel
| Ahnentafel von Leopold Johann | Ahnentafel von Leopold Johann                                                                    | Ahnentafel von Leopold Johann                                                                    | Ahnentafel von Leopold Johann                                                                         | Ahnentafel von Leopold Johann                                                                         | Ahnentafel von Leopold Johann                                                                                         | Ahnentafel von Leopold Johann                                                                                         | Ahnentafel von Leopold Johann                                                                                      | Ahnentafel von Leopold Johann                                                                                      |
| ----------------------------- | ------------------------------------------------------------------------------------------------ | ------------------------------------------------------------------------------------------------ | --- | --- | --- | --- | --- | --- |
| Ururgroßeltern                | Kaiser Ferdinand II. (1578–1637) ⚭ 1600 Maria Anna von Bayern (1574–1616)                        | König Philipp III. (Spanien) (1578–1621) ⚭ 1599 Margarete von Österreich (1584–1611)             | Pfalzgraf Wolfgang Wilhelm (Pfalz-Neuburg) (1578–1653) ⚭ 1613 Magdalene von Bayern (1587–1628)        | Landgraf Georg II. (Hessen-Darmstadt) (1605–1661) ⚭ 1627 Sophie Eleonore von Sachsen (1609–1671)      | Fürst August II. (Braunschweig-Wolfenbüttel) (1579–1666) ⚭ 1623 Dorothea von Anhalt-Zerbst (1607–1634)                | Herzog Friedrich (Schleswig-Holstein-Norburg) (1581–1658) ⚭ 1632 Eleonore von Anhalt-Zerbst (1608–1681)               | Graf Joachim Ernst von Oettingen-Oettingen (1612–1659) ⚭ 1638 Anna Dorothea von Hohenlohe (1621–1643)              | Herzog Eberhard III. (Württemberg) (1614–1674) ⚭ 1637 Anna Katharina Dorothea von Salm-Kyrburg (1614–1655)         |
| Urgroßeltern                  | Kaiser Ferdinand III. (1608–1657) ⚭ 1631 Maria Anna von Spanien (1606–1646)                      | Kaiser Ferdinand III. (1608–1657) ⚭ 1631 Maria Anna von Spanien (1606–1646)                      | Kurfürst Philipp Wilhelm (Pfalz) (1615–1690) ⚭ 1653 Elisabeth Amalie von Hessen-Darmstadt (1635–1709) | Kurfürst Philipp Wilhelm (Pfalz) (1615–1690) ⚭ 1653 Elisabeth Amalie von Hessen-Darmstadt (1635–1709) | Herzog Anton Ulrich (Braunschweig-Wolfenbüttel) (1633–1714) ⚭ 1656 Elisabeth Juliane von Holstein-Norburg (1634–1704) | Herzog Anton Ulrich (Braunschweig-Wolfenbüttel) (1633–1714) ⚭ 1656 Elisabeth Juliane von Holstein-Norburg (1634–1704) | Graf Albrecht Ernst I. von Oettingen-Oettingen (1642–1683) ⚭ 1665 Christine Friederike von Württemberg (1644–1674) | Graf Albrecht Ernst I. von Oettingen-Oettingen (1642–1683) ⚭ 1665 Christine Friederike von Württemberg (1644–1674) |
| Großeltern                    | Kaiser Leopold I. (1640–1705) ⚭ 1676 Eleonore Magdalene Therese von der Pfalz (1655–1720)        | Kaiser Leopold I. (1640–1705) ⚭ 1676 Eleonore Magdalene Therese von der Pfalz (1655–1720)        | Kaiser Leopold I. (1640–1705) ⚭ 1676 Eleonore Magdalene Therese von der Pfalz (1655–1720)             | Kaiser Leopold I. (1640–1705) ⚭ 1676 Eleonore Magdalene Therese von der Pfalz (1655–1720)             | Herzog Ludwig Rudolf (Braunschweig-Wolfenbüttel) (1671–1735) ⚭ 1690 Christine Luise von Öttingen (1671–1747)          | Herzog Ludwig Rudolf (Braunschweig-Wolfenbüttel) (1671–1735) ⚭ 1690 Christine Luise von Öttingen (1671–1747)          | Herzog Ludwig Rudolf (Braunschweig-Wolfenbüttel) (1671–1735) ⚭ 1690 Christine Luise von Öttingen (1671–1747)       | Herzog Ludwig Rudolf (Braunschweig-Wolfenbüttel) (1671–1735) ⚭ 1690 Christine Luise von Öttingen (1671–1747)       |
| Eltern                        | Kaiser Karl VI. (1685–1740) ⚭ 1708 Elisabeth Christine von Braunschweig-Wolfenbüttel (1691–1750) | Kaiser Karl VI. (1685–1740) ⚭ 1708 Elisabeth Christine von Braunschweig-Wolfenbüttel (1691–1750) | Kaiser Karl VI. (1685–1740) ⚭ 1708 Elisabeth Christine von Braunschweig-Wolfenbüttel (1691–1750)      | Kaiser Karl VI. (1685–1740) ⚭ 1708 Elisabeth Christine von Braunschweig-Wolfenbüttel (1691–1750)      | Kaiser Karl VI. (1685–1740) ⚭ 1708 Elisabeth Christine von Braunschweig-Wolfenbüttel (1691–1750)                      | Kaiser Karl VI. (1685–1740) ⚭ 1708 Elisabeth Christine von Braunschweig-Wolfenbüttel (1691–1750)                      | Kaiser Karl VI. (1685–1740) ⚭ 1708 Elisabeth Christine von Braunschweig-Wolfenbüttel (1691–1750)                   | Kaiser Karl VI. (1685–1740) ⚭ 1708 Elisabeth Christine von Braunschweig-Wolfenbüttel (1691–1750)                   |
| Leopold Johann (* / † 1716)   |                                                                                                  |                                                                                                  | | | | | | |